# Zoomslag

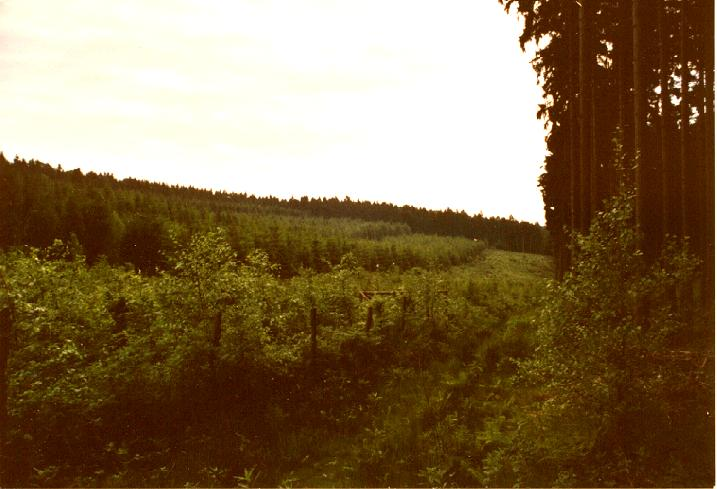
Productiebos met zoomslag in Duitsland

Zoomslag of zoomkap is een wijze van houtoogst in bossen waarbij de opstand strooksgewijs wordt gekapt en wordt verjongd. Zoomslag kan gezien worden als een langwerpige vorm van kaalslag, waarbij het te kappen oppervlak echter kleiner is en wordt beschermd door de resterende, aangrenzende opstand. De gekapte stroken bij zoomslag hebben een breedte van 1 à twee keer de hoogte van de volwassen opstand.

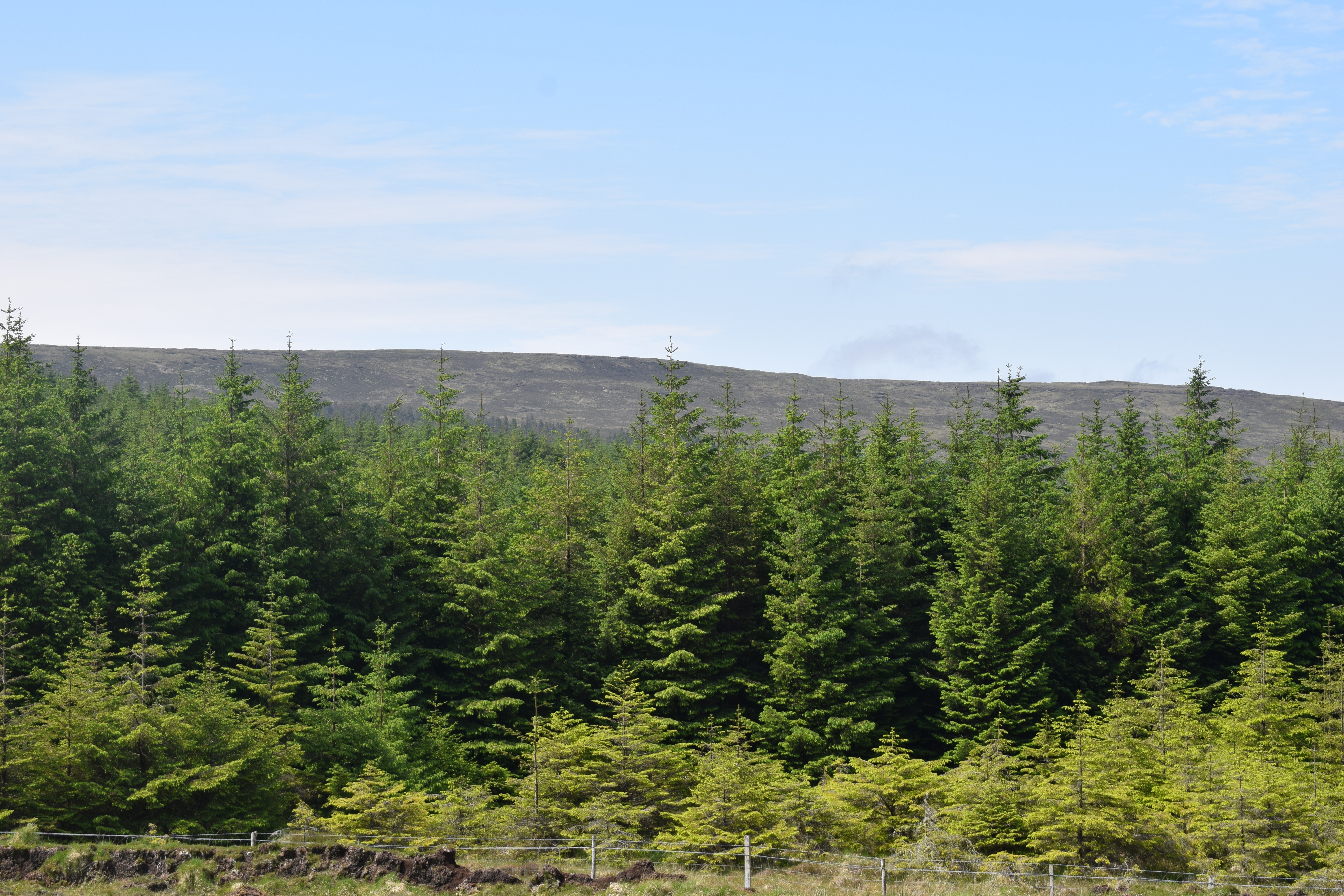
Productiebos met zoomslag in Ierland

Het gedeeltelijke behoud van het bosklimaat bij zoomslag tegenover kaalslag heeft zowel ecologische voordelen als voordelen voor de houtproductie. Het belangrijkste ecologische voordeel hiervan is dat de boomhoogte en -leeftijd van de opstand veel variabeler is; dit kan de biodiversiteit sterk bevorderen doordat er kunstmatig meer afwisseling wordt gecreëerd in de vegetatiestructuur en -textuur van het bos. Een voordeel voor de houtproductie van het gedeeltelijke behoud van het bosklimaat is dat de vaak grote concurrentie met kruidachtige pionierssoorten (uit de klasse van kapvlaktegemeenschappen) veel minder zijn dan bij kaalslag.